# Teatro La Fiaba
Il teatro La Fiaba è un teatro di Firenze.

## Storia
La struttura risale all'impianto originario della chiesa dell'Isolotto realizzata negli anni '50 e intitolata a Santa Maria Madre delle Grazie. Il locale, destinato originariamente a circolo parrocchiale e rimasto allo stato di rustico, venne poi affittato alla FIABA (Fabbrica Italiana Accessori Borse e Affini). Alla cessazione dell'attività della ditta alla fine degli anni '80, la parrocchia, rientrata in possesso dei locali, ha avviato un consistente lavoro di recupero dell'immobile allo scopo originario di spazio teatrale e di attività ricreativa e sociale.
Nel 1987 il teatro ha iniziato la sua attività con la denominazione di teatro La Fiaba ospitando tre compagnie stabili: la compagnia Pigolio di Stelle, la compagnia la Fiaba e la compagnia Argentovivo. Ad oggi, il teatro La Fiaba ospita molte compagnie teatrali di ogni fascia d'età: i Fiabini, la Fiaba Junior, la Compagnia dei Girafiabe, Musicalmente, la compagnia Fiaba e il Pigolio di Stelle. Oltre che per gli spettacoli di prosa allestiti dalle compagnie residenti la struttura è usata anche per assemblee civiche e attività sociali e di volontariato.